# Notaspidium boharti
Notaspidium boharti är en stekelart som beskrevs av Halstead 1991. Notaspidium boharti ingår i släktet Notaspidium och familjen bredlårsteklar. Inga underarter finns listade i Catalogue of Life.